# Zofia Janukowicz-Pobłocka
Zofia Teresa Janukowicz-Pobłocka (ur. 19 lutego 1928 w Parafianowie (Białoruś), zm. 30 stycznia 2019 w Dzierżążnie) – polska śpiewaczka operowa, sopran, profesor Akademii Muzycznej im. Stanisława Moniuszki w Gdańsku. 

## Życiorys

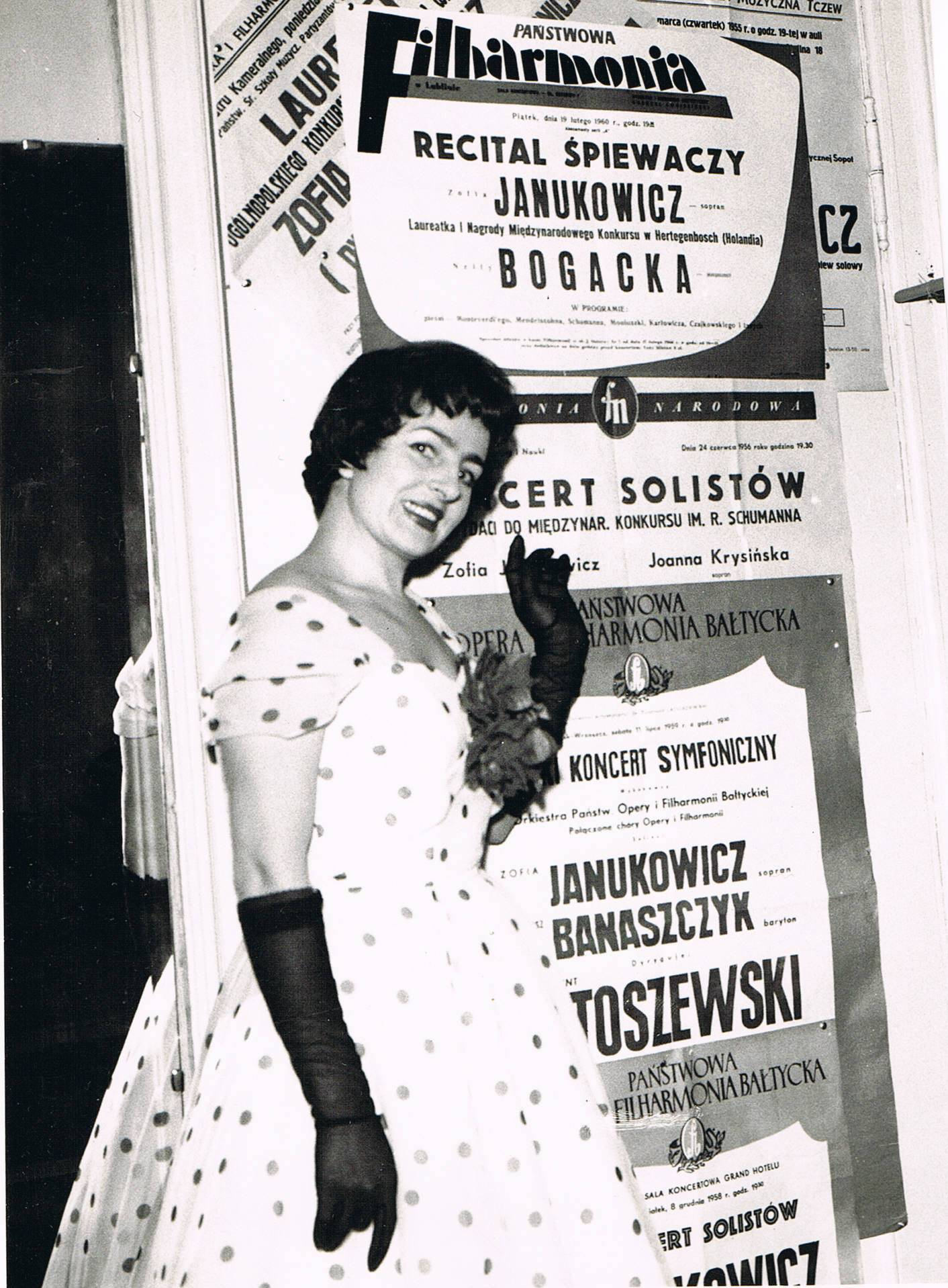
fot. Zbigniew Kosycarz, 1960

Urodziła się w rodzinie Józefa i Marii z domu Kimstacz. W 1946 cała rodzina w ramach repatriacji przeniosła się do Ełku, gdzie Zofia uczęszczała do szkoły muzycznej. Po przeprowadzce w 1950 do Sopotu podjęła naukę w Państwowej Średniej Szkole Muzycznej w Gdańsku-Wrzeszczu w klasie śpiewu solowego, początkowo u Janiny Cygańskiej, a następnie u Maurycego Janowskiego, którą ukończyła w 1954. W Państwowej Wyższej Szkole Muzycznej ukończyła dwa wydziały: Instruktorsko-Pedagogiczny (1957) i Wokalny w klasie prof. Barbary Iglikowskiej (1958). Oba dyplomy z wyróżnieniem. Po ukończeniu studiów związała się zawodowo jako nauczyciel śpiewu solowego Państwowej Wyższej Szkoły Muzycznej w Sopocie (obecnie Akademia Muzyczna im. S. Moniuszki w Gdańsku). W ramach stypendium rządu włoskiego w latach 1960–1961 ukończyła mistrzowski kurs interpretacji muzycznej w Accademia di Santa Cecilia w Rzymie pod kierunkiem G. Favaretto i R. Maragliano-Mori, gdzie opanowała sztukę włoskiego bel canto. Wielokrotnie spotykała się z Adą Sari, by utrwalić zdobyte umiejętności podczas lekcji prywatnych. Jej artystyczne dążenia skrystalizowały się w kierunku sztuki pieśniarskiej. Styl swej interpretacji doskonaliła pod kierunkiem  kameralistek Klary Ebers z Berlina i Janine Micheau z Paryża na dwóch kolejnych kursach wakacyjnych w Vught w Holandii.
Dzięki zdobyciu I nagrody w s'Hertogensch (1959), wyruszyła w swe pierwsze tournée koncertowe do Niemieckiej Republiki Demokratycznej w 1960. W sezonie 1960–1961 brała udział w kilku spektaklach opery Ch.W. Glucka – Orfeusz i Eurydyka w partii Eurydyki w Państwowej Operze i Filharmonii Bałtyckiej w Gdańsku. Następnie wyjechała do Włoch, gdzie wielokrotnie występowała prezentując pieśni światowego repertuaru oraz polskich kompozytorów. W Teatrze Elizeo za partnerów miała: Severino Gazzelloniego - flecista i G. Favaretto - pianista. Do Holandii udała się na nagranie arii W.A. Mozarta i G. Verdiego z towarzyszeniem Orkiestry Radia Hilversum.

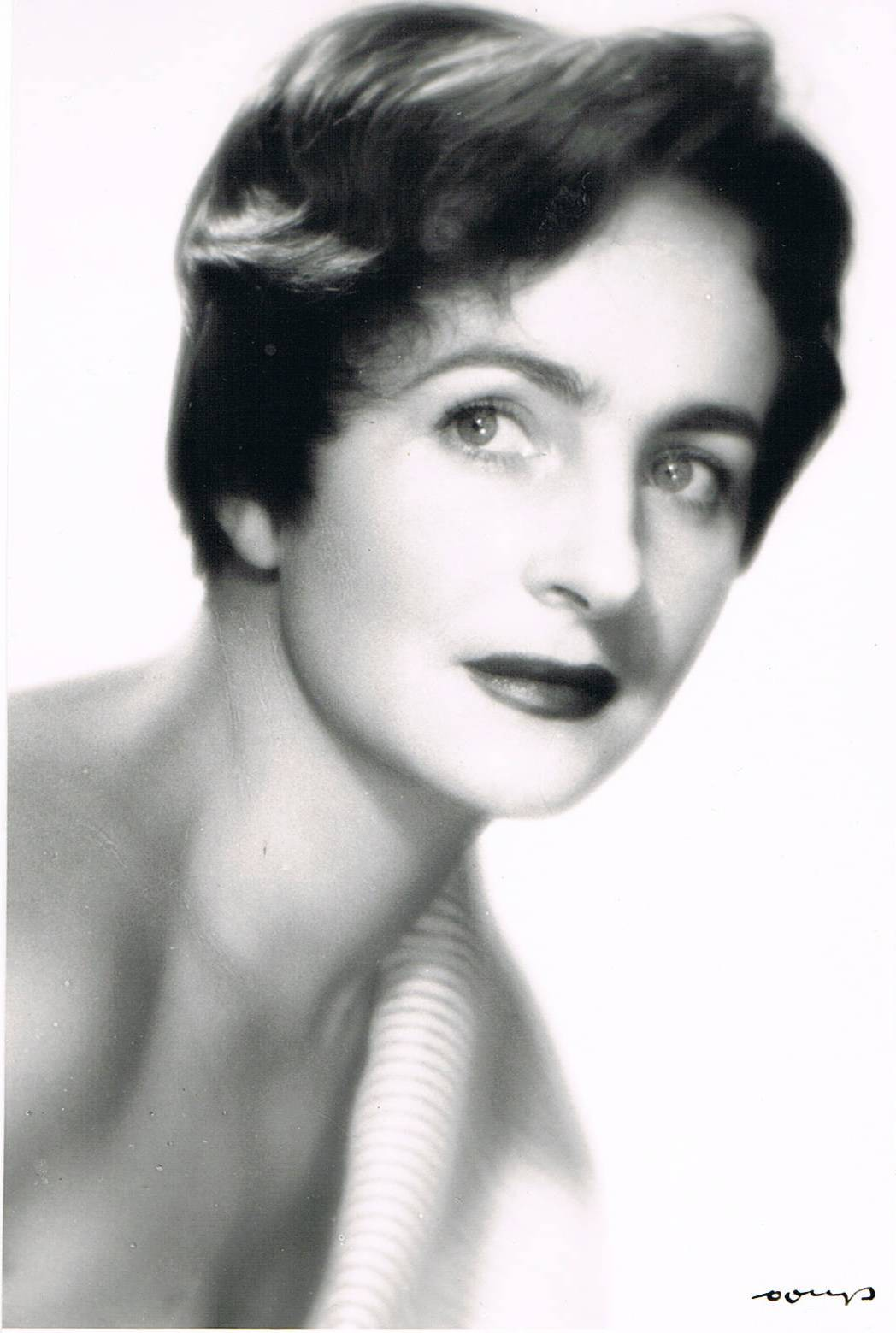
fot. Benedykt J. Dorys, 1974

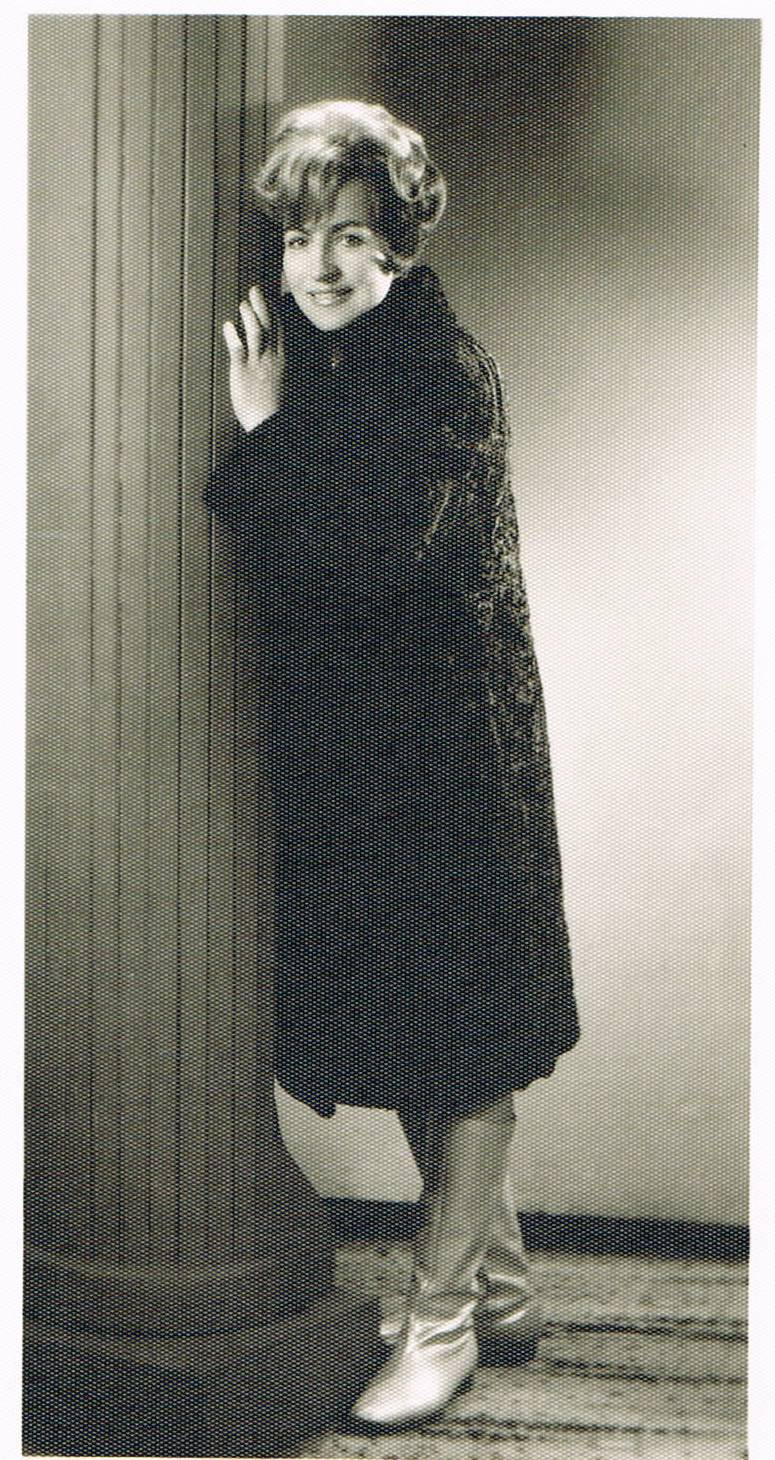
fot. Wera Latycka, 1970

Po powrocie do kraju odbyła liczne koncerty na niemal wszystkich estradach filharmonicznych w Polsce. Wierna swemu stylowi prezentowała przede wszystkim programy recitalowe. Była jedną z pierwszych wykonawczyń wokalnej twórczości Karola Szymanowskiego. W 1962 odwiedziła z recitalami Czechosłowację, europejską i azjatycką część Związku Radzieckiego oraz na przestrzeni kolejnych siedmiu lat dziesięciokrotnie Holandię. W Sali im. Piotra Czajkowskiego w Moskwie artystka wraz z Wielką Orkiestrą Symfoniczną Wszechzwiązkowego Radia i Telewizji wykonała i nagrała na płytę „Tryptyk śląski” Witolda Lutosławskiego.
Nagrania radiowe liryki wokalnej oraz archiwalne nagrania z Wielką Orkiestrą Symfoniczną Polskiego Radia i Telewizji w Katowicach i Orkiestrą Polskiego Radia w Krakowie spopularyzowały jej nazwisko i ugruntowały pozycję czołowej polskiej pieśniarki.
W okresie swojej działalności artystycznej wzięła udział w blisko 1300 koncertach symfonicznych, oratoryjnych (głównie pod dyrekcją prof. Stefana Stuligrosza i z towarzyszeniem jego chóru - „Poznańskie Słowiki”), kameralnych i recitalach z towarzyszeniem fortepianu, organów, harfy, zespołów kameralnych. Często występowała wraz ze swoją córką - Ewą Pobłocką. W swoim dorobku dokonała 130 nagrań w Polskim Radio i TV: polskiej, włoskiej, holenderskiej, duńskiej, byłego ZSRR. W tym czasie stale pracowała w PWSM w Gdańsku (obecnie Akademia Muzyczna), łącząc pracę artystyczną z pedagogiczną.
W latach 1969–1975 podjęła pracę pedagogiczną w zakresie nauczania śpiewu solowego w Studio Wokalno-Aktorskim przy Teatrze Muzycznym w Gdyni. W 1975 przeszła na wcześniejszą emeryturę, by jeszcze intensywniej oddać się swej karierze artystycznej.  W 1980 podjęła pracę w pełnym wymiarze godzin w Akademii Muzycznej w Gdańsku na stanowisku docenta kontraktowego. W latach 1984–1987 została wybrana dziekanem Wydziału Wokalno-Aktorskiego Akademii Muzycznej w Gdańsku. W latach 1987–1990 ponownie została dziekanem na II kadencję. W latach 1985–1996 pełniła równolegle funkcję Kierownika Katedry Wokalistyki.
W 1989 zakończyła swą działalność artystyczną jubileuszem 35-lecia pracy.
17 października 1990 otrzymała tytuł naukowy profesora sztuki muzycznej z rąk Prezydenta Rzeczypospolitej Polskiej - Wojciecha Jaruzelskiego, a w 1997 została mianowana na stanowisko profesora zwyczajnego Akademii Muzycznej w Gdańsku. Wychowała wielu śpiewaków. Jedną z jej ostatnich uczennic była jej wnuczka - Ewa Leszczyńska.
Ostatecznie zakończyła swą działalność pedagogiczną jubileuszem 50-lecia pracy artystycznej i pedagogicznej w 2005, zorganizowanym przez Katedrę Wokalistyki Akademii Muzycznej im. S. Moniuszki w Gdańsku. 
Od 1956 była żoną Huberta Pobłockiego (1934–2016), literata i lekarza-stomatologa. Matka pianistki Ewy Pobłockiej. 
Zmarła 30 stycznia 2019 w Dzierżążnie, pochowana 5 lutego 2019 na cmentarzu w Oliwie (kwatera 8-5-10).

## Juror konkursów wokalnych
- 1991 – III Ogólnopolski Konkurs Wokalny Polskiej Pieśni Artystycznej w Warszawie
- 1992 – I Ogólnopolski Konkurs Wokalny im. Franciszki Płatówny we Wrocławiu
- 1992 – II Ogólnouczelniany Konkurs Wokalny w Dusznikach ZdrojuGrób Zofii Janukowicz-Pobłockiej na cmentarzu Oliwskim

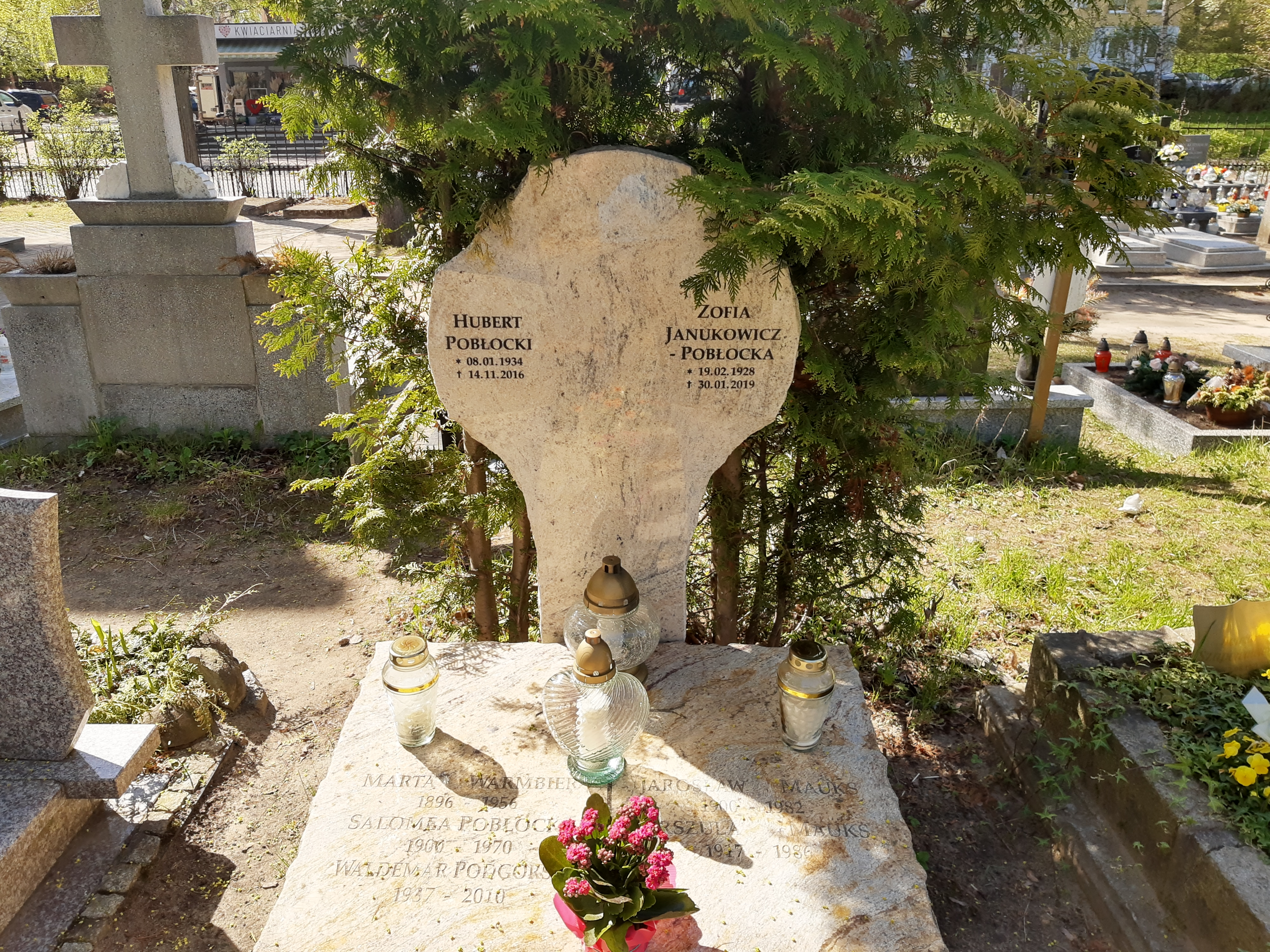
Grób Zofii Janukowicz-Pobłockiej na cmentarzu Oliwskim

- 1993 – Przewodnicząca jury Ogólnopolskiego Konkursu Wokalnego im. Edvarda Griega w Gdańsku
- 1994 – III Ogólnopolski Konkurs Wokalny im. Franciszki Płatówny we Wrocławiu
- 1994 – III Ogólnouczelniany Konkurs Wokalny w Dusznikach Zdroju
- 1995 – III Ogólnopolski Konkurs Wokalny Wykonawstwa Polskiej Pieśni Artystycznej w Warszawie

## Wykładowca na kursach wokalnych
- 1991 – IX Zimowy Kurs Wokalny w Karpaczu
- 1993 – XI Zimowy Kurs Wokalny w Dusznikach Zdroju
- 1995 – Letni Kurs Muzyki Oratoryjno-Kantatowej w ramach Festiwalu „Wratislavia Cantans”

## Absolwenci
- 1969 – Maria Brzezińska
- 1971 – Ewa Werka
- 1972 – Brygida Skiba
- 1972 – Józef Śpiewak
- 1972 – Andrzej Kijewski
- 1973 – Grażyna Brodzińska
- 1984 – Andrzej Nanowski
- 1988 – Jolanta Grzona
- 1989 – Bożena Harasimowicz
- 1990 – Danuta Mossakowska-Dulska
- 1991 – Maria Mielnik
- 1991 – Ewa Marciniec
- 1991 – Dorota Nikodemska
- 1991 – Alicja Rumianowska
- 1994 – Joanna Sperska
- 1995 – Beata Koska
- 1996 – Bogna Forkiewicz
- 1998 – Edyta Łuczkowska-Swat
- 1999 – Małgorzata Pochyluk
- 1999 – Dorota Dobrolińska

## Odznaczenia, nagrody i wyróżnienia
- 1955 – I nagroda w III Ogólnopolskim Konkursie Śpiewaczym im. St. Moniuszki w Warszawie
- 1959 – I nagroda i Złoty Medal na 6. Międzynarodowym Konkursie Wokalnym w s'Hertogenbosch w Holandii[9]
- 1960 – Nagroda Polskiego Radia i Telewizji za twórczość radiową oraz za interpretację pieśni K. Szymanowskiego i W. Lutosławskiego
- 1964 – Odznaka honorowa „Za Zasługi dla Gdańska”
- „Order Stańczyka” za popularyzację kaszubskiej pieśni artystycznej
- Odznaka honorowa „Zasłużonym Ziemi Gdańskiej”
- 1974 – Medal Stolema
- 1987 – Krzyż Kawalerski Orderu Odrodzenia Polski
- 1987 – Złoty Krzyż Zasługi
- 1989 – Nagroda Ministra Kultury i Sztuki I stopnia
- 1989 – Doroczna Nagroda Teatralna Wojewody Gdańskiego'89 za realizację oper kameralnych „Wesele Figara” W.A. Mozarta i „Mniemana ogrodniczka” - W.A. Mozarta oraz „Don Pasquale” G. Donizettiego
- 1996 – Dyplom Laureata Dorocznej Nagrody za całokształt osiągnięć pedagogicznych w dziedzinie wokalistyki - Polskie Stowarzyszenie Pedagogów Śpiewu
- 1997 – Medal Wojewody Gdańskiego w uznaniu dla zasług dla województwa
- 1998 – Krzyż Oficerski Orderu Odrodzenia Polski
- 1998 – Medal 50-lecia Akademii Muzycznej
- 2005 – Nagroda Prezydenta Miasta Gdańska w Dziedzinie Kultury z okazji jubileuszu 50-lecia pracy artystycznej[10]
- 2005 – Medal św. Wojciecha[11]

## Upamiętnienie
22 września 2022 odbyła się uroczystość odsłonięcia tablicy, na kamienicy przy ulicy Kwietnej 3 w Oliwie, upamiętniającej Zofię Janukowicz-Pobłocką i Huberta Pobłockiego.